# Carlo Lima
Carlo Lima (Napoli, 8 maggio 1935 – Palm Beach, 25 febbraio 2018) è stato un attore italiano.

## Biografia
Nipote del tenore Alfredo Vernetti, intraprese giovanissimo la carriera d'attore. Alla fine degli anni cinquanta entrò nella compagnia di Eduardo De Filippo "La Scarpettiana" su segnalazione di Pietro Carloni. Successivamente, Eduardo lo volle nella sua compagnia personale, con la quale registrò, nel 1961, un ciclo di commedie che andò in onda nel 1962 su Rai 2. Nel 1963 fu uno dei protagonisti della miniserie televisiva Peppino Girella e registrò un secondo ciclo di commedie Eduardiane che andarono in onda l'anno successivo. Inoltre prese parte allo sceneggiato Le inchieste del commissario Maigret.
Nel 1966 lasciò l'Italia per seguire sua moglie, con la quale si era sposato nel 1960 in America. Dalla relazione, nel 1961 nacque una figlia, Valentina.
Successivamente si dedicò all'attività di canto con lo pseudonimo di Gian Carlo Lima. 
Morì negli Stati Uniti d'America nel 2018.
Era lo zio di Monica Lima, membro del duo comico Gli Arteteca.

## Filmografia parziale

### Prosa televisiva Rai
L’elenco dei titoli è tratto da Teche Rai.
- Ditegli sempre di sì, di Eduardo De Filippo, trasmessa l'8 gennaio 1962 sul Secondo Programma Rai. (Personaggio interpretato: Ettore De Stefani).
- Natale in casa Cupiello, di Eduardo De Filippo, trasmessa il 15 gennaio 1962 sul Secondo Programma Rai. (Vittorio Elia, amante di Ninuccia).
- Napoli milionaria, di Eduardo De Filippo, trasmessa il 22 gennaio 1962 sul Secondo Programma Rai. (Amedeo, figlio di Gennaro e Amalia Jovine).
- Filumena Marturano, di Eduardo De Filippo, trasmessa il 5 febbraio 1962 sul Secondo Programma Rai. (Riccardo «'o camiciaio», uno dei tre figli di Filumena).
- Le voci di dentro, di Eduardo De Filippo, trasmessa il 12 febbraio 1962 sul Secondo Programma Rai. (Luigi, figlio di Pasquale e Matilde Cimmaruta).
- Sabato, domenica e lunedì, di Eduardo De Filippo, trasmessa il 19 febbraio 1962 sul Secondo Programma Rai. (Rocco, figlio di Peppino e Rosa Priore).
- Chi è più felice di me, di Eduardo De Filippo, trasmessa il 13 gennaio 1964 sul Secondo Programma Rai. (Enrico, amico di Vincenzo).
- L'abito nuovo, di Luigi Pirandello e Eduardo De Filippo, trasmessa il 20 gennaio 1964 sul Secondo Programma Rai. (Concettino Minutolo, fidanzato di Assunta).
- Non ti pago, di Eduardo De Filippo, trasmessa il 5 febbraio 1964 Secondo Programma Rai. (Mario Bertolini).
- La grande magia, di Eduardo De Filippo, trasmessa il 19 febbraio 1964 sul Secondo Programma Rai. (Gregorio Di Spelta).
- Il sindaco del rione Sanità, di Eduardo De Filippo, trasmessa il 29 aprile 1964 sul Secondo Programma Rai. (‘o Nait).

### Serie TV
L’elenco dei titoli è tratto da Teche Rai.
- Peppino Girella, sei puntate, regia di Eduardo De Filippo, soggetto di Eduardo De Filippo e Isabella Quarantotti, trasmesso nel 1963 sul Secondo Canale Rai. (Personaggio: Amerigo Paternò).

- L’affare Picpus, tre puntate, regia di Mario Landi, dal romanzo Maigret e la chiromante di Georges Simenon, trasmesso nel 1965 sul Programma Nazionale Rai, 2o episodio della serie Le inchieste del commissario Maigret. (Appare nella 1a puntata, interpreta un agente di polizia, centralinista).

- Luisa Sanfelice, sette puntate, regia di Leonardo Cortese, trasmessa a partire dal 15 maggio 1966 sul Programma Nazionale Rai. (Personaggio Francesco Palomba).

### Cinema
- La violenza e l’amore, regia di Adimaro Sala (1965)